# Ràdio i Televisió d’Andorra
A Ràdio i Televisió d’Andorra (röviden: RTVA, magyarul Andorrai Rádió és Televízió) az Andorrai Hercegség állami rádió és televíziótársasága. A szervezet az 1930-as években kezdte meg működését Ràdio Andorra néven, és 1936-tól sugárzott rendszeresen rádióadásokat. A társaság két rádióállomást (Ràdio Nacional d’Andorra (RNA) és Andorra Música) és egy televíziós csatornát (Andorra Televisió, ATV) üzemeltet. Ez a struktúra hasonlít a Spanyolországban alkalmazott struktúrához.
A Ràdio i Televisió d’Andorra 2002-től tagja az EBU-nak. 2011-ben anyagi okok miatt felmerült kilépése, de 2012-ben a kormány úgy döntött, tovább finanszírozza a tagságot.   2004-től 2009-ig az Eurovíziós Dalfesztiválon is részt vett.

## Története
A Ràdio Andorra létrehozásáról a Consell General döntött, és az 1930-as években kezdte meg működését, ám a korai években többnyire csak zenét sugárzott. Rendszeres műsoraival 1936-ban jelentkezett először. A két szomszédos ország, Spanyolország és Franciaország egyre romló viszonya rányomta bélyegét Andorra életére is, amely sajátos hűbéresi viszonyban van mindkét országgal. Ez meghatározta a Ràdio Andorra működését is. A Spanyol Polgárháborútól kezdve a második világháborún át egészen 1961-ig zaklatott volt a Hercegség kapcsolata hűbéruraival. Ez a viszony 1961-re kezdett rendeződni. Ekkor a Ràdio Andorra 20 éven át tartó üzemeltetésére koncessziós szerződést írtak alá, egyrészt a francia SOFIRAD-dal, másrészt a spanyol EIRASA-val. A szerződés értelmében a Ràdio Andorra vezetője Jacques Tremoulet, francia kommunikációs szakember és vállalkozó lett. Ezzel a megállapodással Andorra "rádiofónikus békét kötött" szomszédaival.
Az üzemeltetési szerződés 1981-ben járt le. Ekkorra nemcsak a műsorszórás területén voltak jelentős változások, de a politikai viszonyok is gyökeresen megváltoztak. 1981-re a SOFIRAD-ot privatizálták, és a tevékenységét Toulouse-ba költöztette. 1983-ra az EIRASA is felhagyott az üzemeltetéssel. A Consell General 1989. október 12-én döntött egy új testület, az Organisme de Ràdio i Televisió d’Andorra (röviden: ORTA, magyarul: Andorrai Rádió és Televízió Szervezet) létrehozásáról, melynek kiváltságos jogot biztosított az RTVA üzemeltetésére. Az új üzemeltetés alatt, 1990-ben jött létre a Ràdio Nacional d’Andorra, és 1995-ben az Andorra Televisió. 2000. április 13-án az ORTA-t felszámolták, és helyette az üzemeltetés jogát a részvénytársasági formában működő Ràdio i Televisió d’Andorra, SA vette át. Az ORTA megszüntetésével egyidőben a Consell General létrehozta az Andorrai Audiovizuális Tanácsot (Consell Andorrà de l’Audiovisual), mely egy, az andorrai kormány mellett működő értékelő és tanácsadó testület.

## Digitális műsorszórás
Andorrában már elindult a digitális műsorszórás, és jelenleg a párhuzamos analóg és digitális műsorszórás időszakát élik. Az analóg rádióadást a DAB rendszer, míg az analóg televízióadást a DVB-T váltja fel.